# 互補事件
互補事件，互餘事件、不遺漏事件、周延事件，在概率論和邏輯學中指的是一個包含所有可能發生的事件的事件集合。 例如，當一個投擲一個 六面骰子時，由投出1、投出2、投出3、投出4、投出5、投出6所構成的集合是不遺漏的，因為它们涵蓋了所有可能的结果。
另一種描述不遺漏的方法是，事件的集合的并集必須包括整个樣本空間中的所有可能發生的事件。例如，如果事件A和事件B是不遺漏的，那麼他們滿足：
{\displaystyle A\cup B=S}
S指樣本空間。
互補事件的一個特別例子是互補且互斥的事件。在一個互斥的集合中，一次只能發生一个事件，比如說擲骰子不可能同時擲出兩個數字。

## 例子
- 上面所提到由「投出1、投出2、投出3、投出4、投出5、投出6」所构成的集合既是互斥的，又是互補的。
- 僅由「投出1和投出6」構成的事件是互斥的，他们不可能同时发生；但不是互補的，因为还能投出2、3、4、5。
- 事件「投出偶数（2、4或6）」和「投出的不是6（1、2、3、4或5）」在总体上是互補的，因为他们的并集包括了所有可能的情况。但并不互斥，因为当投出2或4时，两个事件同时发生了。